# Misery Loves My Company
«Misery Loves My Company» (англ. Страждання обожнює моє товариство) — третій та фінальний сингл четвертого студійного альбому канадського рок-гурту Three Days Grace — «Transit of Venus». В США пісня вийшла 14 травня 2013.

## Список пісень
| Стандартний сингл | Стандартний сингл         | Стандартний сингл                                                 | Стандартний сингл |
| #                 | Назва                     | Автор                                                             | Тривалість        |
| ----------------- | ------------------------- | ----------------------------------------------------------------- | ----------------- |
| 1.                | «Misery Loves My Company» | Адам Гонтьє, Ніл Сандерсон, Бред Волст, Баррі Сток, Craig Wiseman | 2:42              |
| 2:42              |                           |                                                                   |                   |

## Чарти
| Чарт (2013)                    | Місце |
| ------------------------------ | ----- |
| U.S. Billboard Hot Rock Songs  | 49    |
| U.S. Billboard Mainstream Rock | 1     |
| Canada (Canadian Rock Songs)   | 38    |